# Vuurtoren van Nieuwpoort
De Vuurtoren van Nieuwpoort bevindt zich in de Belgische stad Nieuwpoort op de rechteroever van de IJzermonding.

## Kenmerken en uitrusting
De uit beton opgetrokken vuurtoren heeft een hoogte van 29 meter. De constructie werd beschilderd met twee witte en rode banden, zodat ze ook overdag als oriëntatiepunt kan dienen. Het licht bevindt zich op 28 meter. De toren geeft twee rode lichtflitsen om de 14 seconden. Om dit mogelijk te maken werd een systeem met fresnellenzen geïnstalleerd met een gewicht van ongeveer 150 kg. Dit systeem draait op een kwikbad en maakt om de 14 seconden één omwenteling. Verder is de toren uitgerust met een lampenwisselaar die automatisch een defecte lamp wegdraait en een nieuwe in het centrum van het lenzenstelsel aanbrengt. Er is ook een dieselgenerator beschikbaar die stroom levert wanneer het elektriciteitsnet uitvalt. Een lichtsensor zorgt ervoor dat het licht automatisch in werking treedt wanneer het donker wordt en weer dooft bij dageraad.

## Geschiedenis

### Kleine en grote vierboete

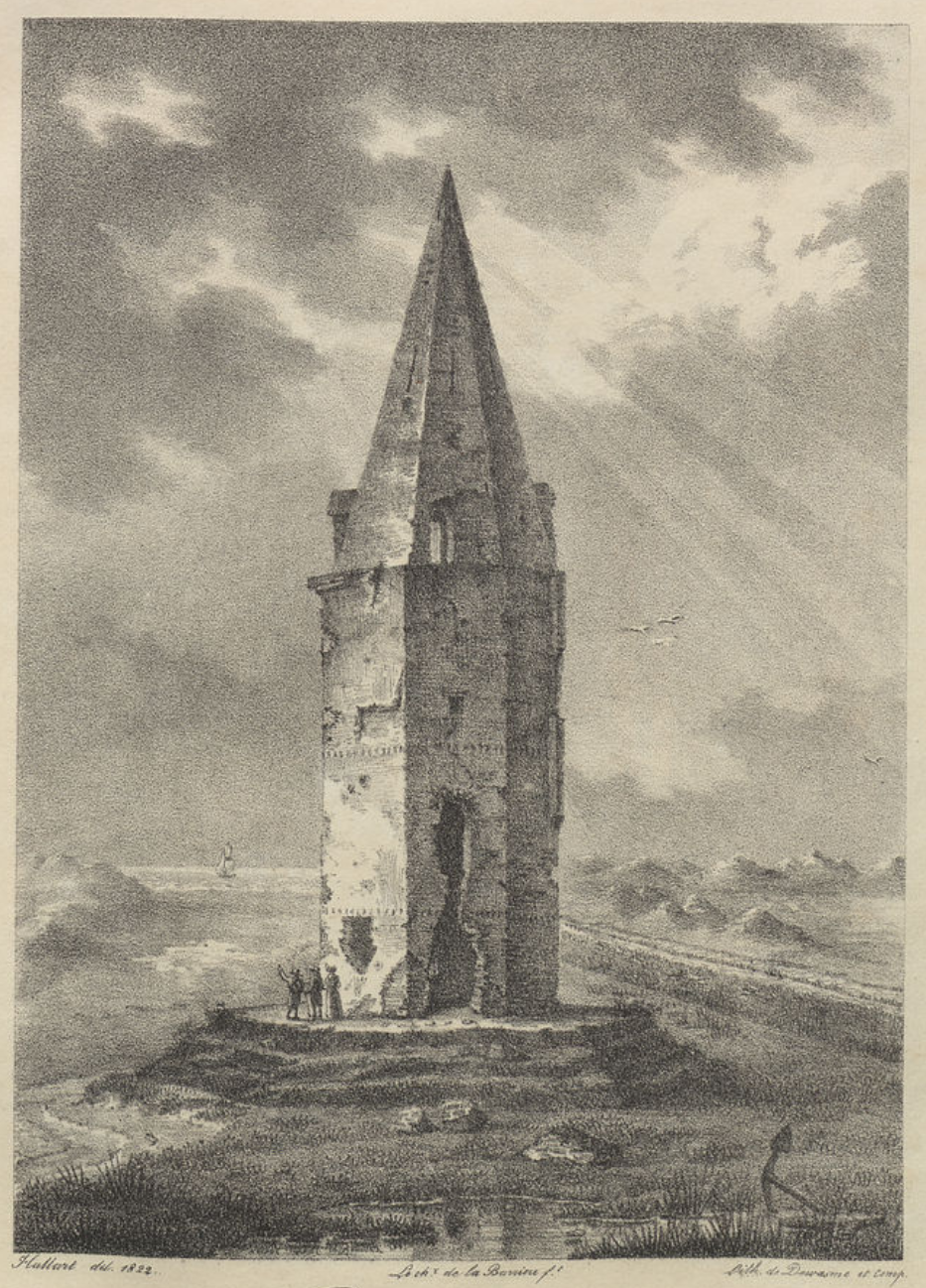
De grote vierboete

De grote vierboete was een stenen vuurtoren die in 1284 in opdracht van Gwijde van Dampierre werd opgetrokken op een plaats waar twee kreken in de havengeul uitkwamen. Om de schippers veilig in de haven te loodsen werd deze stenen toren aangevuld met een tweede kleine vierboete. Deze toren bestond uit een houten constructie en vormde samen met de grote vuurtoren een lichtlijn. De houten toren werd verschillende malen opnieuw opgebouwd. Hij veranderde ook geregeld van plaats. Dit was nodig om de lichtlijn aan te passen aan de zich voortdurend verplaatsende stroom. Het woord vierboete komt van de Franse uitdrukking voor vuur stoken: bouter le feu.
De Engelsen brachten in 1383 zware schade aan de torens toe, met het gevolg dat ze pas vanaf 1391 opnieuw volledig functioneel waren. De stenen vuurtoren, die vanaf 1858 werd gerestaureerd, kreeg in 1862 een olielamp die boven op de torenspits gemonteerd was. Dit licht werd op 1 januari 1863 voor het eerst in werking gesteld. Omdat de stenen toren in 1914 door het Belgische leger werd aanzien als een gemakkelijk richtpunt voor de Duitse artillerie, werd hij op 18 oktober met springstof vernietigd.

### De toren in Lombardsijde
Omdat de oorspronkelijke stenen grote vierboete te ver landinwaarts lag, werd vanaf 1881 met de bouw van een nieuwe stenen toren begonnen. Deze 26 meter hoge constructie werd in de duinen van Lombardsijde gebouwd, dichter bij de zee. Het vaste rode licht van een olielamp, dat zichtbaar was tot op een afstand van 15 zeemijl, scheen voor het eerst op 1 augustus 1883. Onder de toren was een gebouw voorzien voor de vuurtorenwachters. Een Brits oorlogsschip, dat deelnam aan de Slag aan de IJzer, schoot het bouwwerk stuk op 30 oktober 1914.

### Na de Eerste Wereldoorlog
In 1921 werd een voorlopige constructie opgericht in de vorm van een metalen mast. Een nieuwe toren, met een lichtbron die werkte op acetyleengas, werd tussen 1922 en 1926 opgetrokken. Toen de Tweede Wereldoorlog uitbrak werd het lenzenstelsel gedemonteerd en als voorzorg bewaard in Parijs. Het wegtrekkende Duitse leger vernietigde het bouwwerk in 1944.

### De huidige toren

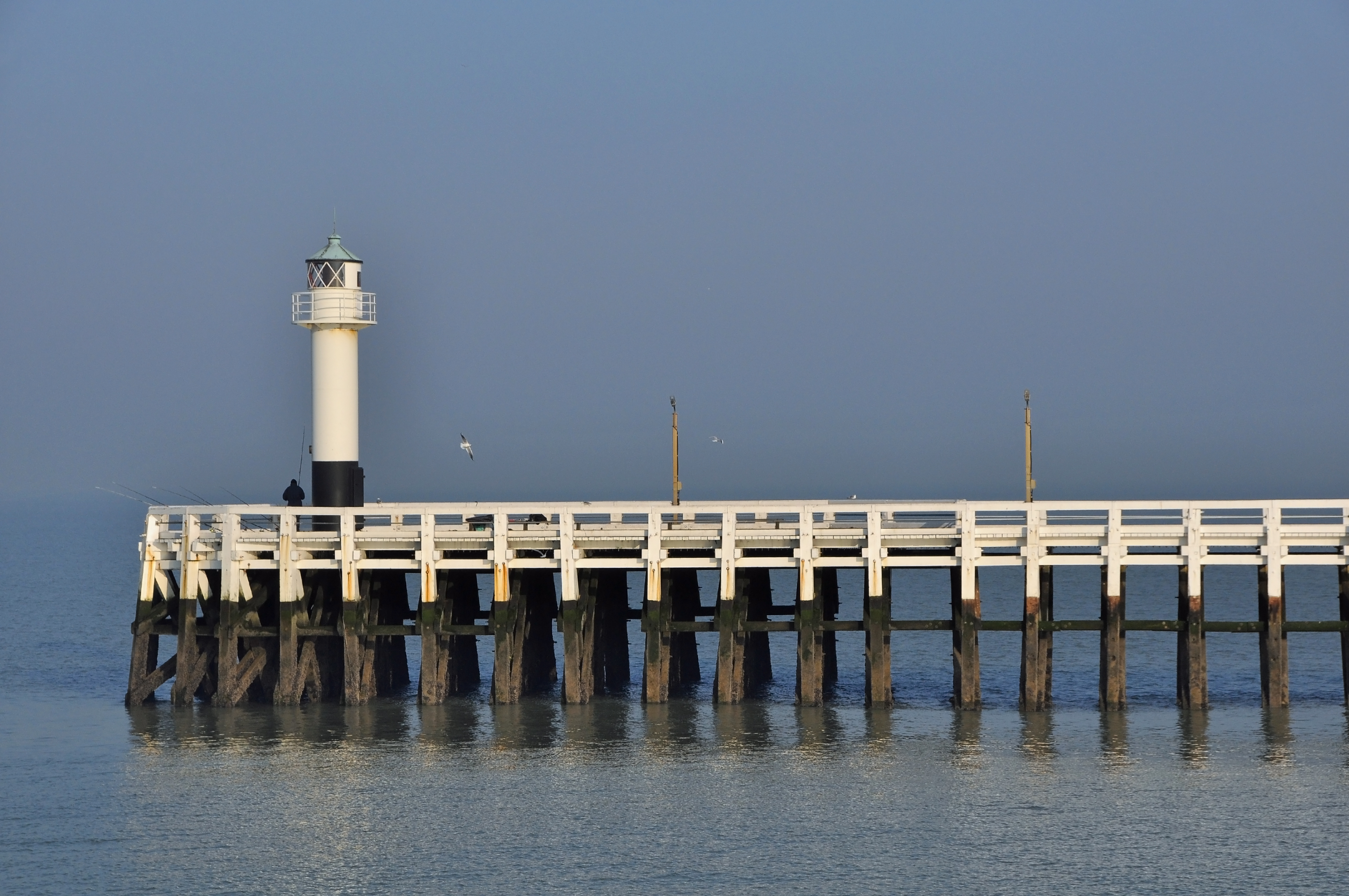
Het havenlicht op het oostelijk staketsel.

De vuurtoren die vanaf 1922 werd gebouwd en nadien door de Duitsers werd vernietigd in 1944 diende als voorbeeld voor het huidige bouwwerk. Het in Parijs bewaarde lenzenstelsel van de vorige toren werd in de nieuwe constructie gemonteerd. Oorspronkelijk werd de toren verlicht door een gaslamp. Het lenzenstelsel werd in beweging gebracht door een dalend gewicht dat telkens manueel diende opgehaald te worden. Later werd de toren voorzien van een elektrische lichtinstallatie. Er werd ook een elektromotor geïnstalleerd die het optisch system deed ronddraaien. De gaslamp en het gewichtsysteem bleven nog een tijd bestaan als reserve. De toren werd bemand van 1946 tot de automatisatie in 1963. De vuurtorenwachter woonde met zijn gezin in een losstaande woning met bijhuis aan de vuurtoren van 1 december 1948 tot 1 oktober 1963. Hij was niet alleen verantwoordelijk voor de goede werking van de toren, maar bediende ook de misthoorn en het havenlicht op het uiteinde van het oostelijk staketsel.